# Игор Долинка
Игор Долинка (Суботица, 26. јун 1973) је српско-мађарски математичар, редовни професор Природно-математичког факултета Универзитета у Новом Саду. Његова област научног рада је алгебра (посебно теорија полугрупа), као и њене примене у комбинаторици и теоријском рачунарству. 4. новембра 2021. изабран је за дописног члана Српске академије наукa и уметности.

## Образовање
Основну школу и Гимназију "Светозар Марковић" завршио је у Суботици. У том периоду освојио је златне медаље на Балканским математичким олимпијадама у Софији 1990. и у Атини 1992, и сребрну медаљу у Констанци 1991, као и сребрне медаље на Међународним математичким олимпијадама у Сигтуни 1991. и у Москви 1992, односно бронзану медаљу у Пекингу 1990.
Основне студије математике је завршио на Природно-математичком факултету Универзитета у Новом Саду 1997. године, где је јуна 1999. одбранио магистарску тезу, а априла 2000. и докторску дисертацију под насловом "О идентитетима алгебри регуларних језика" под менторством Синише Црвенковића.

## Каријера и област истраживања
Радио је као доцент на Природно-математичком факултету Универзитета у Новом Саду од 2000, а као ванредни професор од 2003. За редовнног професора изабран је 1. априла 2008. Од 2012. (као и 2002-2004.) је шеф Катедре за алгебру и теоријско рачунарство. Дописни је члан Српске академије наукa и уметности од 4. новембра 2021. Такође, члан је Друштва математичара Србије и Друштва математичара Новог Сада.
Обалст његовог научног рада јесте алгебра, са акцентом на комбинаторну теорију полугрупа и група, варијетете полугрупа и полупрстена, као и везе ових области са комбинаториком, теоријом модела, и теоријом формалних језика и аутомата.

### Признања
- Награда „Др Зоран Ђинђић” за најбољег научника до 35 година у Војводини 2006.[7][8]
- Плакета „Цар Константин” за најбоље младе научнике у области математике у Србији од Универзитета у Нишу 2001.[3]
- Награде „Милева Марић-Ајнштајн” за 2000.[9] и 1996. годину.
- Најбољи студент Универзитета у Новом Саду 1997.[3]
- Награде Међународне математичке олимпијаде: сребрна медаља у Сигтуни (1991), сребрна медаља у Москви (1992) и бронзана медаља у Пекингу (1990).[3]
- Награде Балканске математичке олимпијаде: златна медаља у Софији (1990), златна медаља у Атини (1992) и сребрна медаља у Констанци (1991).[3]

## Одабране публикације
- Auinger, Karl; Dolinka, Igor; Volkov, Mikhail V. (2012). „Matrix identities involving multiplication and transposition”. Journal of the European Mathematical Society. 14 (3): 937—969. doi:10.4171/JEMS/323.
- Auinger, Karl; Dolinka, Igor; Volkov, Mikhail V. (2012). „Equational theories of semigroups with involution”. Journal of Algebra. 369: 203—225. doi:10.1016/j.jalgebra.2012.06.021.
- Dolinka, Igor; Gray, Robert (2014). „Maximal subgroups of free idempotent generated semigroups over the full linear monoid”. Transactions of the American Mathematical Society. 366: 419—455. doi:10.1090/S0002-9947-2013-05864-3.
- Dolinka, Igor; Gray, Robert D.; Ruškuc, Nik (2017). „On regularity and the word problem for free idempotent generated semigroups”. Proceedings of the London Mathematical Society. 114 (3): 401—432. doi:10.1112/plms.12011. hdl:10023/9145.
- Dolinka, Igor; East, James (2018). „Twisted Brauer monoids”. Proceedings of the Royal Society of Edinburgh: Section a Mathematics. 148 (4): 731—750. doi:10.1017/S0308210517000282.
- Dandan, Yang; Dolinka, Igor; Gould, Victoria (2019). „A group-theoretical interpretation of the word problem for free idempotent generated semigroups”. Advances in Mathematics. 345: 998—1041. doi:10.1016/j.aim.2019.01.037.
- Dolinka, Igor; Gray, Robert (2021). „New results on the prefix membership problem for one-relator groups”. Transactions of the American Mathematical Society. 374 (6): 4309—4358. doi:10.1090/tran/8338.
- Dolinka, Igor (2021). „Free idempotent generated semigroups: The word problem and structure via gain graphs”. Israel Journal of Mathematics. 245: 347—387. arXiv:2003.10568 . doi:10.1007/s11856-021-2214-1.